# Lythrum komarovii
Lythrum komarovii är en fackelblomsväxtart som beskrevs av Muravj.. Lythrum komarovii ingår i släktet fackelblomstersläktet, och familjen fackelblomsväxter. Inga underarter finns listade i Catalogue of Life.